# نیروگاه هسته‌ای تری مایل آیلند
نیروگاه هسته‌ای تری مایل آیلند (انگلیسی: Three Mile Island Nuclear Generating Station). (که معمولاً با کوته‌نوشت TMI خوانده می‌شود) یک نیروگاه هسته‌ای بسته شده در جزیره تری مایل آیلند در شهر لندندری، شهرستان دافین، پنسیلوانیا در دریاچه فردریک، مخزنی در رودخانه Susquehanna در جنوب هریسبورگ، پنسیلوانیا است. دو واحد مجزا داشت، TMI-1 (متعلق به Constellation Energy) و TMI-2 (متعلق به TriArtisan ES Partners LLC).
این نیروگاه محل مهم‌ترین حادثه در انرژی هسته‌ای تجاری ایالات متحده بود که در ۲۸ مارس ۱۹۷۹، TMI-2 دچار یک ذوب نسبی شد. بر اساس گزارش کمیسیون تنظیم مقررات هسته‌ای (NRC)، این حادثه منجر به مرگ یا جراحتی برای کارگران کارخانه یا در جوامع مجاور نشده‌است.[۷] مطالعات اپیدمیولوژی پیگیری، علیت بین تصادف و افزایش سرطان‌ها را پیدا نکردند.[۸][۹][۱۰][۱۱] یک مورد مرگ ناشی از کار در محل در حین از کار افتادن رخ داده‌است.[۱۲]
هسته راکتور TMI-2 از آن زمان به بعد از سایت حذف شده‌است، اما سایت به‌طور کامل از رده خارج نشده‌است. در ژوئیه ۱۹۹۸، Amergen Energy (در حال حاضر Exelon Generation) با خرید TMI-1 از General Public Utilities به مبلغ ۱۰۰ میلیون دلار موافقت کرد.